# Fårskinnspäls
En fårskinnspäls är ett klädesplagg av fårskinn.
Tulubb (ryska: тулуп) är en lång (fotsid) resrock av skinn. Ordet används ibland synonymt med fårskinnspäls.